# Герман Польман
Герман Польман (нім. Hermann Pohlmann; 26 червня 1894, Німецька імперія — 7 липня 1991, Гандело, ФРН), німецький льотчик Першої світової війни, інженер та авіаційний конструктор, розробник пікіруючого бомбардувальника Junkers Ju 87 «Stuka».

## Перша світова війна
На початку 1914 Герман Польман закінчив Військову льотну школу в Боркгайді (нім. Militär-Fliegerschule Bork). Це була перша льотна школа у Німецький імперії, заснована Гансом Граде (нім. Hans Grade; *17 травня 1879 — †22 жовтня 1946), при місцевому авіаційному заводі.
Під час Першої світової війни вступив до Імперських військово-повітряних сил Німеччини, був пілотом бомбардувальника. У 1917 було поранено на Італійському фронті, потрапив у полон до британських вояків.

## Конструктор
Від 1920 навчався у Дрезденському технічному університеті проектуванню літаків. Став членом «Академічної літаючої групи» (нім. Akademische Fliegergruppe (Akaflieg)). У 1920 брав участь у першому зльоті планеристів на горі Вассеркуппі.

### Junkers

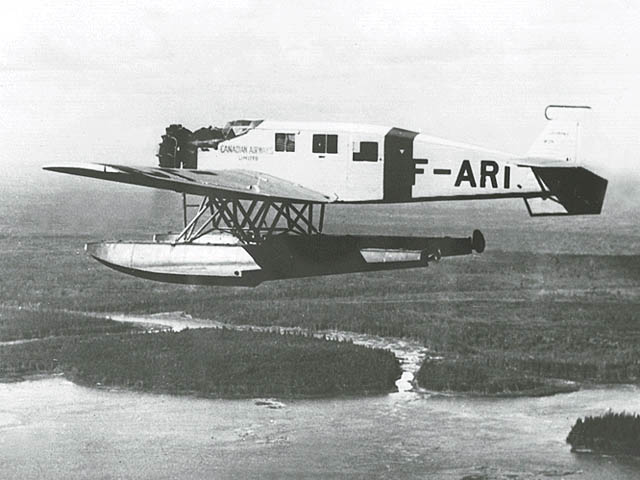
Junkers W 34

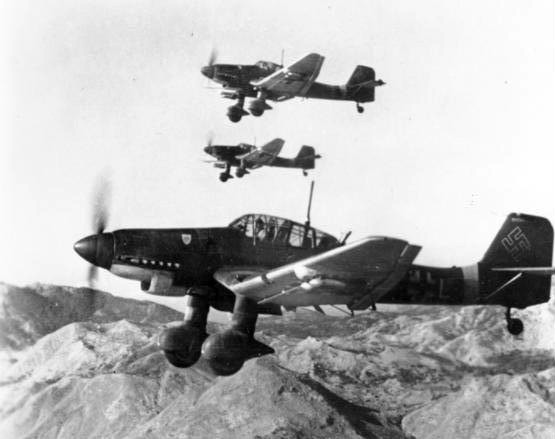
Ju 87

У 1923 влаштувався до Junkers Flugzeugwerke в Дессау, де розпочав свою роботу з розробки капотів (обтічників) на двигуни для пасажирського літака Junkers G 23. Більшість проектів у Junkers Flugzeugwerke, протягом двадцятих років, було розроблено Ернстом Зінделем (нім. Ernst Zindel) та Отто Мадером (нім. Otto Mader). Проте Польман був відповідальним за літаки W 33 та W 34, створених на базі пасажирського F 13. Також, разом з Ернстом Зінделем, спроектував Ju 46, A 48/K 47 (з Карлом Плутом (нім. Karl Plauth)), спортивний літак A 50 (з Арнтценом (нім. Joh. Arntzen)). Розробив базові проекти для чотиримоторного транспортного G 38, перш ніж сам Зіндель узяв на себе загальне керівництво. Польман був відповідальним за розробку авіалайнера Ju 60. На Юнкерсі Польман вперше зустрівся з конструктором Гансом Амтманном (нім. Hans H. Amtmann; 1906—2007), з яким, пізніше, буде співпрацювати у Hamburger Flugzeugbau.
У 1928 проектував пікіруючий бомбардувальник Junkers K 47, який заклав основу для подальшого розвитку Ju 87, що також був розроблений Польманом.

#### Junkers Ju 87 «Stuka»
У квітні 1934 відділ льотної техніки Управління озброєнь Сухопутних військ Вермахту, оголосив конкурс на створення пікіруючого бомбардувальника (нім. SturzKampfFlugzeug). У конкурсі брали участь компанії Heinkel c He 118, Arado c Ar 81, Blohm & Voss c На 137 та Junkers з Ju 87. Після проведення порівняльних тестів у випробувальному центрі Люфтваффе в Рехліні, Ju 87 було оголошено переможцем.
Польман дотримувався думки, що будь-яка конструкція пікіруючого бомбардувальника, повинна бути простою та надійною. Це призвело до появи багатьох технічних нововведень, таких як: автоматичні повітряні гальма, шасі, що не прибирається, з обтічниками, крила типу «перевернута чайка» та деморалізуюче виття сирени. Незважаючи на низьку швидкість і посередню аеродинаміку, був одним з найефективніших бойових літаків Люфтваффе, завдяки здатності до бомбометання з крутого пікірування.
Перший політ здійснено 17 вересня 1935. Перше бойове застосування — 1936, в складі «Легіону Кондор», під час Громадянської війни в Іспанії. Всього було побудовано близько 6500 пікірувальників.
Ju 87 — один з найвідоміших символів бліцкригу. Найбільш знаменитим пілотом був Ганс-Ульріх Рудель, який отримав найвищі нагороди серед льотчиків Люфтваффе.

### Hamburger Flugzeugbau
У 1940 Польман залишив Юнкерс і перейшов до Hamburger Flugzeugbau — авіаційного підрозділу корабельні Blohm & Voss, де став заступником головного конструктора Ріхарда Фогта. Там він брав участь у розробці літаючих човнів BV 222 та BV 238.
Незабаром після запуску проекту 238, Фогт окреслив версію наземного літака — BV 250. У 1941 розпочали проект літаючого човна Blohm & Voss P 200, сподіваючись, що він може бути побудований для Lufthansa після війни. Це був розкішний авіалайнер для розміщення 120 пасажирів на трьох палубах, з «танцювальним баром та рестораном», оточене панорамними вікнами на верхньому рівні. Проте епоха літаючих човнів закінчилася з війною, коли трансокеанські подорожі стали справою швидкісних літаків. Як пізніше зауважив Герман Польман:

| «Швидкість зробила комфорт зайвим» |
У Hamburger Flugzeugbau Польман пропрацював до кінця війни.

## Повоєнний період

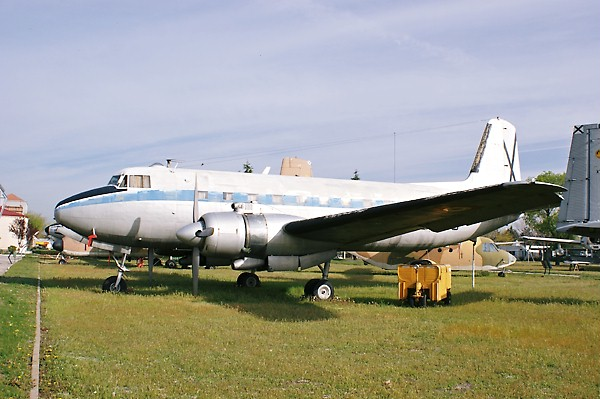
C-207 Azor

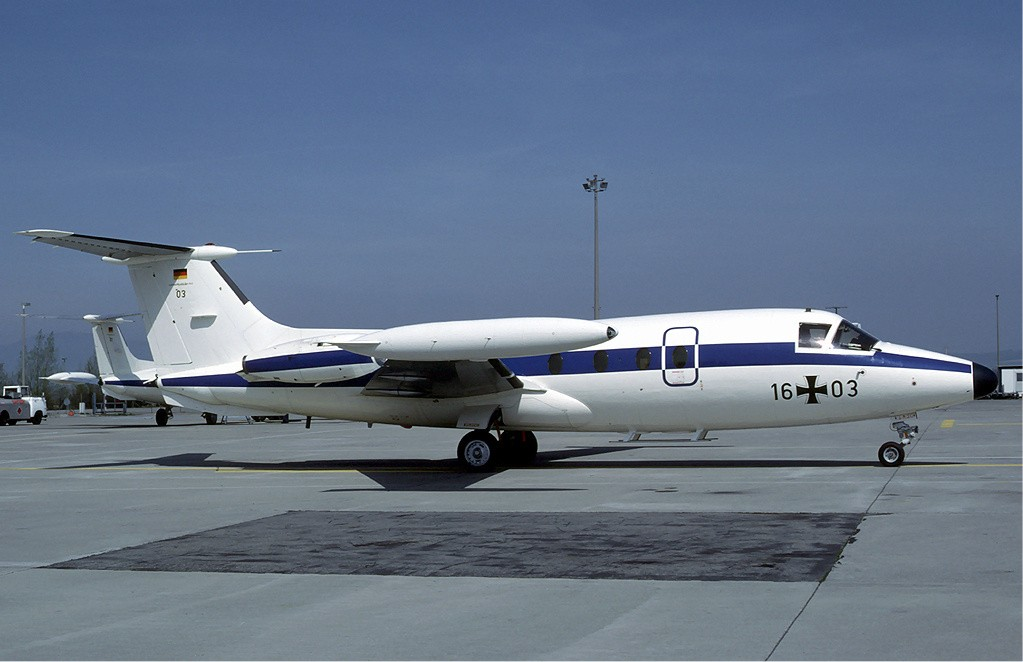
HFB 320 Hansa Jet

Після Другої світової війни Польман покинув Німеччину та переїхав до Іспанії, де працював у компанії Construcciones Aeronáuticas S.A. (CASA) із 1950. Брав участь у розробці транспортника CASA C-207 Azor для ВПС Іспанії.
У 1958 Польман повертається до Гамбургу та влаштовується технічним директором до відновленої у цьому році компанії Hamburger Flugzeugbau GmbH (на той час, вже колишнім підрозділом корабельні Blohm + Voss), де працює разом з Гансом Уоке (нім. Hans Wocke). Керував командою, що розробила HFB 320 Hansa Jet.
Пішов у відставку у 1968. Автор спогадів «Chronik Eines Flugzeugwerkes 1932—1945» (укр. «Хроніка авіаційного заводу 1932-1945»).
Помер 7 липня 1991 у Гандело (ФРН).